# Auditor-General (Namibia)
Das Amt des Auditor-General (in deutsch etwa Generalbuchprüfer; AG) ist ein der Regierung Namibias zugeordnetes öffentliches Amt, das Teil des Office of the Auditor-General (Büro des Generalbuchprüfers) in der Hauptstadt Windhoek ist.
Namibischer Generalbuchprüfer ist seit 2003 Junias Etuna Kandjeke, sein Stellvertreter ist Goms Menette. Zuvor dienten Fanuel Tjingaete (1993–2003) und J. H. J. Jordaan (1990–1991) als Auditor-General.

## Aufgabenbereich
Zu den Aufgaben des Generalbuchprüfers als Wirtschaftsprüfer gehört die Überwachung der, in Namibia zum Großteil als Unternehmen geführten, staatlichen Unternehmen und Einrichtungen, Regionen, Ortschaften und Gemeinden. Er agiert stets unabhängig von staatlichen und sonstigen Einflüssen und bestätigt durch einen jährlichen Bericht jeweils die Finanzen der Verwaltungseinheiten und Staatsunternehmen.
Er ist der Nationalversammlung zum Bericht verpflichtet.